# Belyta moniliata
Belyta moniliata är en stekelart som beskrevs av Cameron 1887. Belyta moniliata ingår i släktet Belyta, och familjen hyllhornsteklar. Arten är reproducerande i Sverige.